# Ноху (река)
Ноху — река в Алдано-Амгинском междуречье Якутии, левый приток Алдана. Длина реки — 168 км. Площадь водосборного бассейна — 2490 км².
Река берет начало в Соловьёвском наслеге Чурапчинского улуса, в холмистой местности к востоку от среднего течения реки Амга на высоте более 191 м над уровнем моря. Преимущественно течёт на северо-восток по холмистой местности, поросшей лиственницей. В нижнем течении, впадения реки Быраты, образует административную границу между Таттинским улусом и Томпонским районом Якутии. Населённые пункты на реке отсутствуют. Впадает в Алдан по левому берегу на отметке менее 127 м над уровнем моря, ниже впадения в Алдан Куолумы, в 548 км от устья Алдана. Ширина перед устьем — 30 м при глубине 1 м; скорость течения в низовьях составляет 0,1 м/с.
Основные притоки (от устья, длиной более 20 км): 
- Левый: Чымада.
- Правый: Эльгян.

## Данные водного реестра
По данным государственного водного реестра России и геоинформационной системы водохозяйственного районирования территории РФ, подготовленной Федеральным агентством водных ресурсов:
- Бассейновый округ — Ленский
- Речной бассейн — Лена
- Речной подбассейн — Алдан
- Водохозяйственный участок — Алдан от впадения реки Мая до впадения реки Амга
- Код водного объекта — 18030600712117300043333